# Eleições legislativas portuguesas de 2005 nos Açores
| Eleições legislativas portuguesas de 2005 Distritos: Aveiro \| Beja \| Braga \| Bragança \| Castelo Branco \| Coimbra \| Évora \| Faro \| Guarda \| Leiria \| Lisboa \| Portalegre \| Porto \| Santarém \| Setúbal \| Viana do Castelo \| Vila Real \| Viseu \| Açores \| Madeira \| Estrangeiro |

## Resultados por Concelho
Os resultados nos concelhos da Região Autónoma dos Açores foram os seguintes:

### Angra do Heroísmo
| Partido                 | Partido                        | Votos  | %               | +/-   |
| ----------------------- | ------------------------------ | ------ | --------------- | ----- |
|                         | Partido Socialista             | 8 364  | 56,83 / 100,00  | 17,53 |
|                         | Partido Social Democrata       | 4 512  | 30,66 / 100,00  | 16,44 |
|                         | Partido Popular                | 780    | 5,30 / 100,00   | 3,48  |
|                         | Bloco de Esquerda              | 511    | 3,47 / 100,00   | 1,72  |
|                         | Coligação Democrática Unitária | 151    | 1,03 / 100,00   | 0,17  |
|                         | Outros                         | 129    | 0,88 / 100,00   |       |
| Votos Inválidos         | Votos Inválidos                | 270    | 1,83 / 100,00   | 0,31  |
| Total                   | Total                          | 14 717 | 100,00 / 100,00 |       |
| Eleitorado/Participação | Eleitorado/Participação        | 28 513 | 51,62 / 100,00  | 1,14  |

### Calheta
| Partido                 | Partido                  | Votos | %               | +/-   |
| ----------------------- | ------------------------ | ----- | --------------- | ----- |
|                         | Partido Social Democrata | 1 014 | 56,30 / 100,00  | 9,92  |
|                         | Partido Socialista       | 611   | 33,93 / 100,00  | 10,52 |
|                         | Partido Popular          | 89    | 4,94 / 100,00   | 2,54  |
|                         | Bloco de Esquerda        | 18    | 1,00 / 100,00   | 0,43  |
|                         | Outros                   | 37    | 2,06 / 100,00   |       |
| Votos Inválidos         | Votos Inválidos          | 32    | 1,77 / 100,00   | 0,64  |
| Total                   | Total                    | 1 801 | 100,00 / 100,00 |       |
| Eleitorado/Participação | Eleitorado/Participação  | 3 528 | 51,05 / 100,00  | 3,57  |

### Corvo
| Partido                 | Partido                  | Votos | %               | +/-   |
| ----------------------- | ------------------------ | ----- | --------------- | ----- |
|                         | Partido Socialista       | 104   | 47,49 / 100,00  | 23,37 |
|                         | Partido Popular          | 51    | 23,29 / 100,00  | 19,12 |
|                         | Partido Social Democrata | 39    | 17,81 / 100,00  | 2,81  |
|                         | Bloco de Esquerda        | 6     | 2,74 / 100,00   | 0,02  |
|                         | PCTP/MRPP                | 3     | 1,37 / 100,00   | 0,59  |
|                         | Outros                   | 1     | 0,46 / 100,00   |       |
| Votos Inválidos         | Votos Inválidos          | 15    | 6,85 / 100,00   | 3,74  |
| Total                   | Total                    | 219   | 100,00 / 100,00 |       |
| Eleitorado/Participação | Eleitorado/Participação  | 347   | 63,11 / 100,00  | 10,11 |

### Horta
| Partido                 | Partido                        | Votos  | %               | +/-  |
| ----------------------- | ------------------------------ | ------ | --------------- | ---- |
|                         | Partido Socialista             | 2 893  | 46,52 / 100,00  | 5,96 |
|                         | Partido Social Democrata       | 2 347  | 37,74 / 100,00  | 8,01 |
|                         | Coligação Democrática Unitária | 321    | 5,16 / 100,00   | 0,73 |
|                         | Partido Popular                | 247    | 3,97 / 100,00   | 1,25 |
|                         | Bloco de Esquerda              | 164    | 2,64 / 100,00   | 1,58 |
|                         | Outros                         | 86     | 1,38 / 100,00   |      |
| Votos Inválidos         | Votos Inválidos                | 161    | 2,58 / 100,00   | 0,71 |
| Total                   | Total                          | 6 219  | 100,00 / 100,00 |      |
| Eleitorado/Participação | Eleitorado/Participação        | 11 559 | 53,80 / 100,00  | 0,28 |

### Lagoa
| Partido                 | Partido                        | Votos  | %               | +/-   |
| ----------------------- | ------------------------------ | ------ | --------------- | ----- |
|                         | Partido Socialista             | 2 764  | 60,75 / 100,00  | 12,39 |
|                         | Partido Social Democrata       | 1 256  | 27,60 / 100,00  | 10,88 |
|                         | Partido Popular                | 135    | 2,97 / 100,00   | 4,64  |
|                         | Bloco de Esquerda              | 123    | 2,70 / 100,00   | 1,54  |
|                         | Coligação Democrática Unitária | 63     | 1,38 / 100,00   | 0,27  |
|                         | Outros                         | 86     | 1,89 / 100,00   |       |
| Votos Inválidos         | Votos Inválidos                | 123    | 2,70 / 100,00   | 0,50  |
| Total                   | Total                          | 4 550  | 100,00 / 100,00 |       |
| Eleitorado/Participação | Eleitorado/Participação        | 10 577 | 43,02 / 100,00  | 3,03  |

### Lajes das Flores
| Partido                 | Partido                        | Votos | %               | +/-  |
| ----------------------- | ------------------------------ | ----- | --------------- | ---- |
|                         | Partido Socialista             | 347   | 45,54 / 100,00  | 8,34 |
|                         | Partido Social Democrata       | 315   | 41,34 / 100,00  | 4,08 |
|                         | Coligação Democrática Unitária | 27    | 3,54 / 100,00   | 2,12 |
|                         | Partido Popular                | 22    | 2,89 / 100,00   | 5,47 |
|                         | Bloco de Esquerda              | 16    | 2,10 / 100,00   | 1,70 |
|                         | Outros                         | 9     | 1,17 / 100,00   |      |
| Votos Inválidos         | Votos Inválidos                | 26    | 3,42 / 100,00   | 0,73 |
| Total                   | Total                          | 762   | 100,00 / 100,00 |      |
| Eleitorado/Participação | Eleitorado/Participação        | 1 279 | 59,58 / 100,00  | 0,97 |

### Lajes do Pico
| Partido                 | Partido                  | Votos | %               | +/-   |
| ----------------------- | ------------------------ | ----- | --------------- | ----- |
|                         | Partido Socialista       | 1 148 | 52,13 / 100,00  | 11,65 |
|                         | Partido Social Democrata | 910   | 41,33 / 100,00  | 10,02 |
|                         | Partido Popular          | 44    | 2,00 / 100,00   | 2,63  |
|                         | Bloco de Esquerda        | 27    | 1,23 / 100,00   | 0,25  |
|                         | Outros                   | 29    | 1,32 / 100,00   |       |
| Votos Inválidos         | Votos Inválidos          | 44    | 2,00 / 100,00   | 0,73  |
| Total                   | Total                    | 2 202 | 100,00 / 100,00 |       |
| Eleitorado/Participação | Eleitorado/Participação  | 4 351 | 50,61 / 100,00  | 4,56  |

### Madalena
| Partido                 | Partido                        | Votos | %               | +/-  |
| ----------------------- | ------------------------------ | ----- | --------------- | ---- |
|                         | Partido Social Democrata       | 1 249 | 47,36 / 100,00  | 7,72 |
|                         | Partido Socialista             | 1 158 | 43,91 / 100,00  | 8,43 |
|                         | Partido Popular                | 59    | 2,24 / 100,00   | 2,70 |
|                         | Bloco de Esquerda              | 40    | 1,52 / 100,00   | 0,84 |
|                         | Coligação Democrática Unitária | 32    | 1,21 / 100,00   | 0,45 |
|                         | Outros                         | 42    | 1,60 / 100,00   |      |
| Votos Inválidos         | Votos Inválidos                | 57    | 2,16 / 100,00   | 0,68 |
| Total                   | Total                          | 2 637 | 100,00 / 100,00 |      |
| Eleitorado/Participação | Eleitorado/Participação        | 4 704 | 56,06 / 100,00  | 2,92 |

### Nordeste
| Partido                 | Partido                        | Votos | %               | +/-  |
| ----------------------- | ------------------------------ | ----- | --------------- | ---- |
|                         | Partido Socialista             | 1 384 | 49,36 / 100,00  | 9,90 |
|                         | Partido Social Democrata       | 1 097 | 39,12 / 100,00  | 8,15 |
|                         | Partido Popular                | 87    | 3,10 / 100,00   | 5,53 |
|                         | Bloco de Esquerda              | 48    | 1,71 / 100,00   | 1,02 |
|                         | Coligação Democrática Unitária | 29    | 1,03 / 100,00   | 0,24 |
|                         | Outros                         | 80    | 2,86 / 100,00   |      |
| Votos Inválidos         | Votos Inválidos                | 79    | 2,82 / 100,00   | 0,58 |
| Total                   | Total                          | 2 804 | 100,00 / 100,00 |      |
| Eleitorado/Participação | Eleitorado/Participação        | 4 914 | 57,06 / 100,00  | 2,55 |

### Ponta Delgada
| Partido                 | Partido                        | Votos  | %               | +/-   |
| ----------------------- | ------------------------------ | ------ | --------------- | ----- |
|                         | Partido Socialista             | 11 964 | 52,70 / 100,00  | 12,98 |
|                         | Partido Social Democrata       | 7 459  | 32,86 / 100,00  | 12,78 |
|                         | Bloco de Esquerda              | 890    | 3,92 / 100,00   | 2,01  |
|                         | Partido Popular                | 852    | 3,75 / 100,00   | 4,60  |
|                         | Coligação Democrática Unitária | 513    | 2,26 / 100,00   | 0,61  |
|                         | Outros                         | 549    | 2,42 / 100,00   |       |
| Votos Inválidos         | Votos Inválidos                | 473    | 2,09 / 100,00   | 0,57  |
| Total                   | Total                          | 22 700 | 100,00 / 100,00 |       |
| Eleitorado/Participação | Eleitorado/Participação        | 51 118 | 44,41 / 100,00  | 2,24  |

### Povoação
| Partido                 | Partido                    | Votos | %               | +/-   |
| ----------------------- | -------------------------- | ----- | --------------- | ----- |
|                         | Partido Socialista         | 1 533 | 52,34 / 100,00  | 15,14 |
|                         | Partido Social Democrata   | 1 146 | 39,13 / 100,00  | 12,11 |
|                         | Bloco de Esquerda          | 55    | 1,88 / 100,00   | 0,84  |
|                         | Partido Popular            | 45    | 1,54 / 100,00   | 6,40  |
|                         | Partido da Nova Democracia | 32    | 1,09 / 100,00   | Novo  |
|                         | Outros                     | 52    | 1,78 / 100,00   |       |
| Votos Inválidos         | Votos Inválidos            | 66    | 2,25 / 100,00   | 0,59  |
| Total                   | Total                      | 2 929 | 100,00 / 100,00 |       |
| Eleitorado/Participação | Eleitorado/Participação    | 5 433 | 53,91 / 100,00  | 0,11  |

### Ribeira Grande
| Partido                 | Partido                        | Votos  | %               | +/-   |
| ----------------------- | ------------------------------ | ------ | --------------- | ----- |
|                         | Partido Socialista             | 5 045  | 57,23 / 100,00  | 15,56 |
|                         | Partido Social Democrata       | 2 717  | 30,82 / 100,00  | 13,72 |
|                         | Bloco de Esquerda              | 312    | 3,54 / 100,00   | 1,48  |
|                         | Partido Popular                | 224    | 2,54 / 100,00   | 5,55  |
|                         | Coligação Democrática Unitária | 127    | 1,44 / 100,00   | 0,30  |
|                         | Outros                         | 179    | 2,03 / 100,00   |       |
| Votos Inválidos         | Votos Inválidos                | 211    | 2,39 / 100,00   | 0,73  |
| Total                   | Total                          | 8 815  | 100,00 / 100,00 |       |
| Eleitorado/Participação | Eleitorado/Participação        | 20 734 | 42,51 / 100,00  | 0,51  |

### Santa Cruz da Graciosa
| Partido                 | Partido                  | Votos | %               | +/-   |
| ----------------------- | ------------------------ | ----- | --------------- | ----- |
|                         | Partido Socialista       | 1 089 | 52,92 / 100,00  | 17,19 |
|                         | Partido Social Democrata | 853   | 41,45 / 100,00  | 16,37 |
|                         | Partido Popular          | 31    | 1,51 / 100,00   | 1,88  |
|                         | Bloco de Esquerda        | 21    | 1,02 / 100,00   | 0,38  |
|                         | Outros                   | 23    | 1,11 / 100,00   |       |
| Votos Inválidos         | Votos Inválidos          | 41    | 1,99 / 100,00   | 0,53  |
| Total                   | Total                    | 2 058 | 100,00 / 100,00 |       |
| Eleitorado/Participação | Eleitorado/Participação  | 3 826 | 53,79 / 100,00  | 2,16  |

### Santa Cruz das Flores
| Partido                 | Partido                        | Votos | %               | +/-   |
| ----------------------- | ------------------------------ | ----- | --------------- | ----- |
|                         | Partido Socialista             | 525   | 57,88 / 100,00  | 14,10 |
|                         | Partido Social Democrata       | 195   | 21,50 / 100,00  | 9,08  |
|                         | Partido Popular                | 84    | 9,26 / 100,00   | 7,26  |
|                         | Coligação Democrática Unitária | 39    | 4,30 / 100,00   | 0,64  |
|                         | Bloco de Esquerda              | 22    | 2,43 / 100,00   | 1,57  |
|                         | Outros                         | 15    | 1,65 / 100,00   |       |
| Votos Inválidos         | Votos Inválidos                | 27    | 2,98 / 100,00   | 1,05  |
| Total                   | Total                          | 907   | 100,00 / 100,00 |       |
| Eleitorado/Participação | Eleitorado/Participação        | 1 993 | 45,51 / 100,00  | 0,93  |

### São Roque do Pico
| Partido                 | Partido                        | Votos | %               | +/-  |
| ----------------------- | ------------------------------ | ----- | --------------- | ---- |
|                         | Partido Socialista             | 802   | 50,63 / 100,00  | 9,84 |
|                         | Partido Social Democrata       | 626   | 39,52 / 100,00  | 9,82 |
|                         | Partido Popular                | 39    | 2,46 / 100,00   | 3,56 |
|                         | Coligação Democrática Unitária | 33    | 2,08 / 100,00   | 1,00 |
|                         | Bloco de Esquerda              | 23    | 1,45 / 100,00   | 0,37 |
|                         | Outros                         | 20    | 1,27 / 100,00   |      |
| Votos Inválidos         | Votos Inválidos                | 41    | 2,58 / 100,00   | 1,32 |
| Total                   | Total                          | 1 584 | 100,00 / 100,00 |      |
| Eleitorado/Participação | Eleitorado/Participação        | 2 829 | 55,99 / 100,00  | 2,43 |

### Velas
| Partido                 | Partido                        | Votos | %               | +/-   |
| ----------------------- | ------------------------------ | ----- | --------------- | ----- |
|                         | Partido Social Democrata       | 1 045 | 42,41 / 100,00  | 10,94 |
|                         | Partido Socialista             | 1 044 | 42,37 / 100,00  | 13,91 |
|                         | Partido Popular                | 213   | 8,64 / 100,00   | 4,77  |
|                         | Bloco de Esquerda              | 48    | 1,95 / 100,00   | 0,38  |
|                         | Coligação Democrática Unitária | 33    | 1,34 / 100,00   | 0,06  |
|                         | Outros                         | 32    | 1,30 / 100,00   |       |
| Votos Inválidos         | Votos Inválidos                | 49    | 1,99 / 100,00   | 0,83  |
| Total                   | Total                          | 2 464 | 100,00 / 100,00 |       |
| Eleitorado/Participação | Eleitorado/Participação        | 4 502 | 54,73 / 100,00  | 0,67  |

### Vila do Porto
| Partido                 | Partido                        | Votos | %               | +/-   |
| ----------------------- | ------------------------------ | ----- | --------------- | ----- |
|                         | Partido Socialista             | 1 194 | 65,75 / 100,00  | 11,32 |
|                         | Partido Social Democrata       | 411   | 22,63 / 100,00  | 10,79 |
|                         | Bloco de Esquerda              | 61    | 3,36 / 100,00   | 1,21  |
|                         | Partido Popular                | 48    | 2,64 / 100,00   | 3,65  |
|                         | Coligação Democrática Unitária | 33    | 1,82 / 100,00   | 0,48  |
|                         | Outros                         | 34    | 1,88 / 100,00   |       |
| Votos Inválidos         | Votos Inválidos                | 35    | 1,93 / 100,00   | 0,37  |
| Total                   | Total                          | 1 816 | 100,00 / 100,00 |       |
| Eleitorado/Participação | Eleitorado/Participação        | 4 537 | 40,03 / 100,00  | 1,26  |

### Vila Franca do Campo
| Partido                 | Partido                    | Votos | %               | +/-   |
| ----------------------- | -------------------------- | ----- | --------------- | ----- |
|                         | Partido Socialista         | 2 276 | 56,41 / 100,00  | 17,75 |
|                         | Partido Social Democrata   | 1 335 | 33,09 / 100,00  | 10,80 |
|                         | Partido Popular            | 137   | 3,40 / 100,00   | 9,86  |
|                         | Partido da Nova Democracia | 72    | 1,78 / 100,00   | Novo  |
|                         | Bloco de Esquerda          | 68    | 1,69 / 100,00   | 1,01  |
|                         | Outros                     | 75    | 1,86 / 100,00   |       |
| Votos Inválidos         | Votos Inválidos            | 72    | 1,79 / 100,00   | 0,05  |
| Total                   | Total                      | 4 035 | 100,00 / 100,00 |       |
| Eleitorado/Participação | Eleitorado/Participação    | 8 488 | 47,54 / 100,00  | 1,92  |

### Vila Praia da Vitória
| Partido                 | Partido                  | Votos  | %               | +/-   |
| ----------------------- | ------------------------ | ------ | --------------- | ----- |
|                         | Partido Socialista       | 4 391  | 52,81 / 100,00  | 11,53 |
|                         | Partido Social Democrata | 2 968  | 35,70 / 100,00  | 9,90  |
|                         | Partido Popular          | 455    | 5,47 / 100,00   | 4,31  |
|                         | Bloco de Esquerda        | 208    | 2,50 / 100,00   | 1,74  |
|                         | Outros                   | 143    | 1,72 / 100,00   |       |
| Votos Inválidos         | Votos Inválidos          | 149    | 1,79 / 100,00   | 0,59  |
| Total                   | Total                    | 8 314  | 100,00 / 100,00 |       |
| Eleitorado/Participação | Eleitorado/Participação  | 16 992 | 48,93 / 100,00  | 0,40  |